# Rue des Innocents
Rue des Innocents är en gågata i Quartier des Halles i Paris första arrondissement. Gatan är uppkallad efter Cimetière des Innocents. Rue des Innocents börjar vid Rue Saint-Denis 43 och slutar vid Place Marguerite-de-Navarre.

## Bilder
| - Gatuskylt. - Kyrkan Saints-Innocents och Cimetière des Innocents. - Place Joachim-du-Bellay med Fontaine des Innocents. - Saint-Leu-Saint-Gilles. |

## Omgivningar
- Saint-Eustache
- Saint-Leu-Saint-Gilles
- Saint-Merri
- Fontaine des Innocents
- Place Joachim-du-Bellay
- Hallarna
- Rue de la Lingerie

## Kommunikationer
- Tunnelbana – linje  – Les Halles
- Tunnelbana – linjerna      – Châtelet
- Busshållplats Les Halles – Centre Georges-Pompidou – Paris bussnät

### Webbkällor
- ”Rue des Innocents”. Mairie de Paris. https://web.archive.org/web/20160303185100/http://www.v2asp.paris.fr/commun/v2asp/v2/nomenclature_voies/Voieactu/4627.nom.htm. Läst 13 september 2022.
- ”Rue des Innocents (1er arrondissement)”. Les rues de Paris. https://web.archive.org/web/20191110190908/http://www.parisrues.com/rues01/paris-01-rue-des-innocents.html. Läst 13 september 2022.